# Eduard Strasburger
Eduard Adolf Strasburger (Warschau, 1 februari 1844 - Bonn, 19 mei 1912) was een Pools-Duitse hoogleraar en een van de beroemdste botanici van de 19e eeuw.
Hij werd geboren in Warschau als zoon van Edward Bogumil Strasburger (1803-1874). In 1870 trouwde hij met Aleksandra Julja Wertheim (1847-1902) en had twee kinderen: Anna (1870-) en Juliusz (1871-1934).
Strasburger studeerde natuurwetenschappen in Parijs, Bonn en Jena, en ontving in 1866 een doctoraat na het werken met Nathanael Pringsheim. In 1868 doceerde hij aan de Universiteit van Warschau. In 1869 werd hij benoemd tot professor in de botanie aan de Universiteit van Jena. Sinds 1881 was hij hoofd van het Botanisches Institut aan de Universiteit van Bonn.
In 1905 kreeg hij de Linnean Medal en in 1908 kreeg hij de Darwin-Wallace Medal van de Linnean Society of London.
- Bibsys: 90078200
- Biblioteca Nacional de España: XX968047
- Bibliothèque nationale de France: cb12371201j (data)
- Author citation (botany): Strasb.
- Catàleg d'autoritats de noms i títols de Catalunya: 981058518651306706
- CiNii: DA01461905
- Gemeinsame Normdatei: 119182696
- International Standard Name Identifier: 0000 0001 0913 9584
- Library of Congress Control Number: n85094555
- Nationale Bibliotheek van Letland: 000072025
- Bibliotheek van het Japanse parlement: 00478389
- Nationale Bibliotheek van Tsjechië: jn20040112003
- Nationale bibliotheek van Australië: 35528113
- Nationale Bibliotheek van Israël: 987007268542305171
- Nationale Bibliotheek van Polen: a0000002750354
- Nationale en Universitaire bibliotheek Zagreb: 000011692
- Nederlandse Thesaurus van Auteursnamen: 069324891
- Réseau des bibliothèques de Suisse occidentale: 02-A003868679
- LIBRIS: 219035
- SNAC: w6fv2t96
- Système universitaire de documentation: 032739850
- Museum of New Zealand Te Papa Tongarewa: 52731
- Trove: 985540
- Virtual International Authority File: 71470533
- WorldCat: E39PBJmHK6GbgRgDbqGB36Qpfq